# جاك أيرونز
جاك أيرونز (بالإنجليزية: Jack Irons)‏ هو طبال وملحن أمريكي، ولد في 18 يوليو 1962 في لوس أنجلوس في الولايات المتحدة.

## وصلات خارجية
- الموقع الرسمي
- جاك أيرونز على موقع IMDb (الإنجليزية)
- جاك أيرونز على موقع ميوزك برينز (الإنجليزية)
- جاك أيرونز على موقع إن إن دي بي (الإنجليزية)
- جاك أيرونز على موقع أول ميوزيك (الإنجليزية)
- جاك أيرونز على موقع ديسكوغز (الإنجليزية)